# Nacozari de García (kommun i Mexiko)
Nacozari de García är en kommun i Mexiko.   Den ligger i delstaten Sonora, i den nordvästra delen av landet, 1 600 km nordväst om huvudstaden Mexico City.
Följande samhällen finns i Nacozari de García:
- Nacozari Viejo
- El Abanico